# L-Thréonine kinase
La L-thréonine kinase est une kinase qui catalyse la réaction :
ATP + L-thréonine  {\displaystyle \rightleftharpoons }  ADP + O-phospho-L-thréonine.
Cette enzyme intervient dans la biosynthèse de novo de l'adénosylcobalamine. Elle est spécifique de l'ATP et de la L-thréonine.